# Lycosa godeffroyi
Lycosa godeffroyi este o specie de păianjeni din genul Lycosa, familia Lycosidae, descrisă de L. Koch, 1865. Conform Catalogue of Life specia Lycosa godeffroyi nu are subspecii cunoscute.